# Rudy Jocqué
Rudy Jocqué est un arachnologiste belge.
Il travaille au Musée royal de l'Afrique centrale à Tervuren. C'est un spécialiste de l'aranéofaune afrotropicale.

## Taxons nommés en son honneur
- Hahnia jocquei Bosmans, 1982
- Gallieniella jocquei Platnick, 1984
- Afrilobus jocquei Griswold & Platnick, 1987
- Thomisus jocquei Dippenaar-Schoeman, 1988
- Xevioso jocquei Griswold, 1990
- Evippa jocquei Alderweireldt, 1991
- Setaphis jocquei Platnick & Murphy, 1996
- Goleba jocquei Szüts, 2001
- Oedignatha jocquei Deeleman-Reinhold, 2001
- Raecius jocquei Griswold, 2002
- Cheiramiona jocquei Lotz, 2003
- Garcorops jocquei Corronca, 2003
- Habronestes jocquei Baehr, 2003
- Spermophora jocquei Huber, 2003
- Selenops jocquei Corronca, 2005
- Zelotes jocquei FitzPatrick, 2007

## Quelques Taxons décrits
- Akyttara Jocqué, 1987
- Amphiledorus Jocqué & Bosmans, 2001
- Antillorena Jocqué, 1991
- Antoonops Fannes & Jocqué, 2008
- Araeoncus malawiensis Jocqué, 1981
- Araeoncus viphyensis Jocqué, 1981
- Aschema Jocqué, 1991
- Asteron Jocqué, 1991
- Australutica Jocqué, 1995
- Cameroneta longiradix Bosmans & Jocqué, 1983
- Cameroneta Bosmans & Jocqué, 1983
- Cavasteron Baehr & Jocqué, 2000
- Chilumena Jocqué, 1995
- Chummidae Jocqué, 2001
- Chumma Jocqué, 2001
- Chumma gastroperforata Jocqué, 2001
- Chumma inquieta Jocqué, 2001
- Colimarena Jocqué & Baehr, 2021
- Comorella Jocqué, 1985
- Comorella spectabilis Jocqué, 1985
- Deelemania Jocqué & Bosmans, 1983
- Deelemania gabonensis Jocqué, 1983
- Deelemania malawiensis Jocqué & Russell-Smith, 1984
- Deelemania manensis Jocqué & Bosmans, 1983
- Donacosa Alderweireldt & Jocqué, 1991
- Donacosa merlini Alderweireldt & Jocqué, 1991
- Dusmadiores Jocqué, 1987
- Dusmadiores doubeni Jocqué, 1987
- Dusmadiores katelijnae Jocqué, 1987
- Dusmadiores robanja Jocqué, 1987
- Epicratinus Jocqué & Baehr, 2005
- Euryeidon Dankittipakul & Jocqué, 2004
- Forsterella Jocqué, 1991
- Forsterella faceta Jocqué, 1991
- Foveosa Russell-Smith, Alderweireldt & Jocqué, 2007
- Griswoldia Dippenaar-Schoeman & Jocqué, 1997
- Hala Jocqué, 1994
- Heradion Dankittipakul & Jocqué, 2004
- Holmelgonia Jocqué & Scharff, 2007
- Koinothrix Jocqué, 1981
- Koinothrix pequenops Jocqué, 1981
- Lachesana insensibilis Jocqué, 1991
- Leptasteron Baehr & Jocqué, 2001
- Limoneta Bosmans & Jocqué, 1983
- Locketidium Jocqué, 1981
- Mastidiores Jocqué, 1987
- Mastidiores kora Jocqué, 1987
- Metaleptyphantes vates Jocqué, 1983
- Microdiores Jocqué, 1987
- Microdiores aurantioviolaceus Nzigidahera & Jocqué, 2010
- Microdiores chowo Jocqué, 1987
- Microdiores rwegura Nzigidahera & Jocqué, 2010
- Microdiores violaceus Nzigidahera & Jocqué, 2010
- Minasteron Baehr & Jocqué, 2000
- Minicosa Alderweireldt & Jocqué, 2007
- Minicosa neptuna Alderweireldt & Jocqué, 2007
- Murphydium Jocqué, 1996
- Murphydium foliatum Jocqué, 1996
- Neoeburnella avocalis (Jocqué & Bosmans, 1983)
- Nostera Jocqué, 1991
- Ophrynia Jocqué, 1981
- Ophrynia superciliosa Jocqué, 1981
- Pachydelphus Jocqué & Bosmans, 1983
- Pelecopsis malawiensis Jocqué, 1977
- Pentasteron Baehr & Jocqué, 2001
- Petaloctenus Jocqué & Steyn, 1997
- Phenasteron Baehr & Jocqué, 2001
- Platnickia Jocqué, 1991
- Procydrela Jocqué, 1999
- Proelauna Jocqué, 1981
- Psammoduon Jocqué, 1991
- Psammorygma Jocqué, 1991
- Pseudasteron Jocqué & Baehr, 2001
- Pseudasteron simile Jocqué & Baehr, 2001
- Ranops Jocqué, 1991
- Rotundrela Jocqué, 1999
- Storosa Jocqué, 1991
- Subasteron Baehr & Jocqué, 2001
- Subasteron daviesae Baehr & Jocqué, 2001
- Suffasia Jocqué, 1991
- Tolma Jocqué, 1994
- Tolma toreuta Jocqué, 1994
- Toxoniella Warui & Jocqué, 2002
- Tropizodium Jocqué & Churchill, 2005
- Tybaertiella Jocqué, 1979
- Ulugurella Jocqué & Scharff, 1986
- Ulugurella longimana Jocqué & Scharff, 1986
- Venia Seyfulina & Jocqué, 2009
- Venia kakamega Seyfulina & Jocqué, 2009
- Zillimata Jocqué, 1995